# 2010-es észt labdarúgó-bajnokság (első osztály)
A 2010-es Meistriliiga az észt labdarúgó-bajnokság legmagasabb szintű versenyének 20. alkalommal megrendezett bajnoki éve volt. A pontvadászat 10 csapat részvételével 2010. március 9-én rajtolt és november 6-án ért véget.
A bajnokságot a fővárosi Flora nyerte a címvédő Levadia Tallinn, illetve a bronzérmes Narva Trans előtt. Ez volt a klub 8. bajnoki címe. Az élvonaltól az újonc Lootus csapata búcsúzott, helyét az Ajax Lasnamäe foglalta el.
A gólkirályi a bajnokcsapat csatára, Sander Post nyerte el 24 bajnoki találattal, majd megválasztották az Év Játékosá-nak is.

## A bajnokság rendszere
A bajnokságot a hideg tél miatt tavaszi-őszi rendszerben rendezték meg. A 10 csapat körmérkőzéses rendszerben mérkőzött meg egymással, amely során minden csapat minden csapattal négyszer játszott: kétszer pályaválasztóként, kétszer pedig vendégként.
A pontvadászat végső sorrendjét a 36 bajnoki forduló mérkőzéseinek eredményei határozták meg a szerzett összpontszám alapján kialakított rangsor szerint. A mérkőzések győztes csapatai 3 pontot, döntetlen esetén mindkét csapat 1-1 pontot kapott. Vereség esetén nem járt pont. A bajnokság első helyezett csapata a legtöbb összpontszámot szerzett egyesület, míg az utolsó helyezett csapat a legkevesebb összpontszámot szerzett egyesület volt.
Azonos összpontszám esetén a bajnoki sorrendet az alábbi szempontok alapján határozták meg:
1. a szövetség által lezárt bajnoki mérkőzések kevesebb száma (visszalépés miatt le nem játszott, vagy törölt mérkőzések)
2. a bajnokságban elért győzelmek száma
3. az egymás ellen játszott bajnoki mérkőzések pontkülönbsége
4. az egymás ellen játszott bajnoki mérkőzések gólkülönbsége
5. a bajnoki mérkőzések gólkülönbsége
6. a bajnoki mérkőzéseken szerzett gólok száma

A bajnokság győztese lett a 2010-es észt bajnok, az utolsó helyezett csapat egyenes ágon kiesett a másodosztályba, míg a 9. helyezett osztályozó mérkőzést játszott a másodosztály 4. helyezettjével, mivel a másodvonal első két helyén élvonalbeli klubok tartalékcsapatai végeztek. A párosítás győztese vett részt a 2011-es első osztályú labdarúgó-bajnokságban.

## Változások a 2009-es szezonhoz képest
Kiesett a másodosztályba
- Tallinna Kalev

Feljutott az élvonalba
- Lootus, a másodosztály bajnokaként

## Részt vevő csapatok
| Csapat              | Székhely     | Stadion                        | 2009        |
| ------------------- | ------------ | ------------------------------ | ----------- |
| Flora               | Tallinn      | A. Le Coq Arena                | 4.          |
| Nõmme Kalju         | Tallinn      | Hiiu staadion                  | 5.          |
| FC Kuressaare       | Kuressaare   | Kuressaare linnastaadion       | 8.          |
| Levadia Tallinn     | Tallinn      | Maarjamäe muruväljak           | 1.          |
| Lootus              | Kohtla-Järve | SPK staadion                   | 1. (II. o.) |
| Paide Linnameeskond | Paide        | Paide Ühisgümnaasiumi staadion | 9.          |
| Narva Trans         | Narva-Jõesuu | Kreenholmi staadion            | 3.          |
| Sillamäe Kalev      | Sillamäe     | Kalevi staadion                | 2.          |
| Tammeka             | Tartu        | Tamme staadion                 | 7.          |
| Tulevik             | Viljandi     | Viljandi linnastaadion         | 6.          |

## Végeredmény
| #   | Csapat               | M  | GY | D | V  | G+ – G– | GK  | P                                                       | Megjegyzések                                   |
| --- | -------------------- | -- | -- | - | -- | ------- | --- | ------------------------------------------------------- | ---------------------------------------------- |
| 1.  | Flora (B) (KGY)      | 36 | 29 | 4 | 3  | 104–32  | +72 | 91                                                      | 2011–2012-es Bajnokok Ligája – 2. selejtezőkör |
| 2.  | Levadia TallinnCV, K | 36 | 26 | 8 | 2  | 100–16  | +84 | 86                                                      | 2011–2012-es Európa-liga – 2. selejtezőkör1    |
| 3.  | Narva Trans          | 36 | 23 | 7 | 6  | 67–31   | +36 | 76                                                      | 2011–2012-es Európa-liga – 1. selejtezőkör1    |
| 4.  | Nõmme Kalju          | 36 | 18 | 8 | 10 | 59–42   | +17 | 62                                                      | 2011–2012-es Európa-liga – 1. selejtezőkör1    |
| 5.  | Sillamäe Kalev       | 36 | 18 | 5 | 13 | 79–52   | +27 | 59 \| rowspan="4" style="background-color: #fafafa;" \| |                                                |
| 6.  | Tammeka Tartu        | 36 | 11 | 7 | 18 | 50–66   | −16 | 40                                                      |                                                |
| 7.  | Viljandi Tulevik     | 36 | 8  | 5 | 23 | 33–62   | −29 | 29                                                      |                                                |
| 8.  | Paide Linnameeskond  | 36 | 6  | 7 | 23 | 30–79   | −49 | 25                                                      |                                                |
| 9.  | FC Kuressaare        | 36 | 7  | 3 | 26 | 32–93   | −61 | 24                                                      | Osztályozó                                     |
| 10. | LootusÚ (K)          | 36 | 6  | 2 | 28 | 22–103  | −81 | 20                                                      | Esiliiga                                       |

Forrás: jalgpall.ee (észtül) 
A rangsorolás alapszabályai:  1. összpontszám, 2. a szövetség által lezárt bajnoki mérkőzések kevesebb száma (visszalépés miatt le nem játszott, vagy törölt mérkőzések), 3. győzelmek száma, 4. az egymás ellen játszott bajnoki mérkőzések pontkülönbsége, 5. az egymás ellen játszott bajnoki mérkőzések gólkülönbsége, 6. gólkülönbség, 7. szerzett gólok száma.
1Mivel a bajnok Flora nyerte a 2010–2011-es észt kupát, a bajnoki ezüstérmes Levadia Tallinn a 2011–2012-es Európa-liga 2. selejtezőkörében, a kupadöntős Narva Trans pedig az 1. selejtezőkörben indult.
(B): Bajnokcsapat, (K): Kieső csapat, (F): Feljutó csapat, (I): Kupainduló, (R): A rájátszás győztese, (KGY): Kupagyőztes

## Eredmények

### Az 1–18. forduló eredményei
| Hazai \ Vendég1     | FLO | KUR  | LEV | LOO | NAR | NÕM | PAI | SIL | TAM | VIL |
| Flora               |     | 4–0  | 2–1 | 2–1 | 1–1 | 1–0 | 2–1 | 4–2 | 3–2 | 1–1 |
| FC Kuressaare       | 1–2 |      | 0–7 | 1–2 | 0–1 | 1–2 | 1–0 | 0–4 | 2–3 | 3–2 |
| Levadia Tallinn     | 2–1 | 1–1  |     | 5–1 | 3–0 | 0–0 | 6–0 | 3–1 | 2–0 | 2–0 |
| Lootus              | 0–4 | 5–2  | 0–3 |     | 0–5 | 0–5 | 2–1 | 0–1 | 1–3 | 0–1 |
| Narva Trans         | 1–0 | 3–0  | 1–2 | 0–1 |     | 2–2 | 4–1 | 2–2 | 0–0 | 2–0 |
| Nõmme Kalju         | 1–2 | 2–1  | 0–3 | 1–0 | 0–1 |     | 1–1 | 2–1 | 1–1 | 1–0 |
| Paide Linnameeskond | 0–2 | 1–2  | 0–4 | 1–0 | 0–4 | 0–3 |     | 0–1 | 1–3 | 2–0 |
| Sillamäe Kalev      | 1–2 | 0–02 | 1–1 | 3–1 | 1–2 | 2–2 | 4–0 |     | 4–0 | 2–1 |
| Tammeka Tartu       | 0–1 | 2–0  | 0–0 | 1–0 | 1–2 | 2–3 | 0–0 | 1–4 |     | 2–0 |
| Viljandi Tulevik    | 0–1 | 0–0  | 0–1 | 1–0 | 0–1 | 1–4 | 1–0 | 1–2 | 0–3 |     |

Forrás: jalgpall.ee (észtül) 
1A hazai csapatok a bal oldali oszlopban szerepelnek.
Színek: Zöld = hazai győzelem; Sárga = döntetlen; Piros = vendéggyőzelem.
2A Sillamäe Kalev–FC Kuressaare-mérkőzés pályán elért 6–0-s eredményét törölték, mivel a hazai csapatban jogosulatlan játékos lépett pályára. A mérkőzést 0–0-s gólkülönbséggel a vendég csapatnak ítélték. 
 

### A 19–36. forduló eredményei
| Hazai \ Vendég1     | FLO | KUR | LEV | LOO | NAR | NÕM | PAI  | SIL | TAM | VIL |
| Flora               |     | 6–0 | 2–0 | 5–0 | 4–0 | 3–0 | 6–2  | 3–0 | 6–3 | 1–0 |
| FC Kuressaare       | 0–2 |     | 0–4 | 0–1 | 1–4 | 1–5 | 2–3  | 2–2 | 3–2 | 4–2 |
| Levadia Tallinn     | 2–2 | 4–0 |     | 5–0 | 1–1 | 1–1 | 4–0  | 2–0 | 6–0 | 3–0 |
| Lootus              | 0–8 | 2–0 | 0–5 |     | 0–4 | 0–6 | 1–2  | 0–5 | 1–3 | 0–0 |
| Narva Trans         | 1–2 | 5–1 | 0–3 | 4–1 |     | 1–0 | 0–02 | 2–1 | 1–1 | 2–0 |
| Nõmme Kalju         | 3–3 | 1–0 | 1–5 | 2–0 | 0–2 |     | 0–0  | 0–2 | 3–1 | 3–0 |
| Paide Linnameeskond | 1–4 | 3–0 | 1–4 | 1–1 | 1–1 | 0–1 |      | 1–8 | 3–4 | 1–1 |
| Sillamäe Kalev      | 2–5 | 2–0 | 0–4 | 4–0 | 1–3 | 4–1 | 0–0  |     | 2–0 | 5–2 |
| Tammeka Tartu       | 2–1 | 0–2 | 0–0 | 5–1 | 0–1 | 0–1 | 1–2  | 2–3 |     | 2–2 |
| Viljandi Tulevik    | 1–6 | 4–1 | 0–1 | 4–0 | 0–3 | 0–1 | 1–0  | 3–2 | 4–0 |     |

Forrás: jalgpall.ee (észtül) 
1A hazai csapatok a bal oldali oszlopban szerepelnek.
Színek: Zöld = hazai győzelem; Sárga = döntetlen; Piros = vendéggyőzelem.
2 A mérkőzést 0–0-s gólkülönbséggel a Narva Trans javára írták, miután a Paide Linnameeskond csapatában játékengedély nélküli labdarúgó lépett pályára. Az eredeti végeredmény is 0–0 volt. 
 

## A góllövőlista élmezőnye
Források: soccernet.ee és jalgpall.ee.
24 gólos
- Sander Post (Flora)

21 gólos
- Jüri Jevdokimov (Nõmme Kalju)

20 gólos
- Tarmo Neemelo (Levadia Tallinn)

16 gólos
- Vitali Leitan (Levadia Tallinn)

14 gólos
- Deniss Malov (Levadia Tallinn)

13 gólos
- Henri Anier (Flora)
- Marius Bezykornovas (Narva Trans)

12 gólos
- Konstantin Nahk (Levadia Tallinn)
- Albert Prosa (Tammeka Tartu)

9 gólos
- Maksim Gruznov (Sillamäe Kalev)
- Nyikita Koljajev (Sillamäe Kalev)
- Alekszandr Nyikulin (Sillamäe Kalev)
- Felipe Nunes (Nõmme Kalju)
- Dmitrij Szkiperszkij (FC Kuressaare)
- Nerijus Vasiliauskas (Sillamäe Kalev)

## Osztályozó
A bajnokság 9. helyezett csapata, az FC Kuressaare oda-visszavágós osztályozó mérkőzést játszott a másodosztály 4. helyezett csapatával, a Tamme Auto együttesével. A párharcot 4–2-es összesítéssel az FC Kuressaare nyerte meg, így megtartotta élvonalbeli tagságát.

### Mérkőzések
| 2010. november 14. 12.00 (CET) |

| Tamme Auto                | 2–1   | FC Kuressaare |
| ------------------------- | ----- | ------------- |
| Šteinberg 60' Kirilov 79' | (0–1) | Aljas 15'     |

| Kiviõli stadion, Kiviõli Nézőszám: 70 |

| 2010. november 20. 12.00 (CET) |

| FC Kuressaare                       | 3–0   | Tamme Auto |
| ----------------------------------- | ----- | ---------- |
| Szkiperszkij 27' Viira 31' Pukk 36' | (3–0) |            |

| Kuressaare linnastaadion, Kuressaare Nézőszám: n.a. |

## Nemzetközikupa-szereplés

### Eredmények
| Csapat          | Kupa            | Forduló         | Ellenfél        | 1. mérk. | 2. mérk. | Össz. |
| --------------- | --------------- | --------------- | --------------- | -------- | -------- | ----- |
| Levadia Tallinn | Bajnokok Ligája | 2. selejtezőkör | Debreceni VSC   | 1–1      | 2–3      | 3–4   |
| Sillamäe Kalev  | Európa-liga     | 2. selejtezőkör | Dinama Minszk   | 1–5      | 0–5      | 1–10  |
| Flora           | Európa-liga     | 1. selejtezőkör | Dinamo Tbiliszi | 1–2      | 0–0      | 1–2   |
| Narva Trans     | Európa-liga     | 1. selejtezőkör | MYPA            | 0–2      | 0–5      | 0–7   |

Megjegyzés: Az eredmények minden esetben az észt labdarúgócsapatok szemszögéből értendőek, a dőlttel írt mérkőzéseket pályaválasztóként játszották.

### UEFA-együttható
A nemzeti labdarúgó-bajnokságok UEFA-együtthatóját az észt csapatok Bajnokok Ligája-, és Európa-liga-eredményeiből számítják ki. Észtország a 2010–11-es bajnoki évben 0,250 pontot szerzett, ezzel az 51. helyen zárt.
| Csapat          | SGY | SD | SV | GY | D | V | Bónusz | Pont  | Átlag |
| --------------- | --- | -- | -- | -- | - | - | ------ | ----- | ----- |
| Levadia Tallinn | 0   | 1  | 1  | 0  | 0 | 0 | 0,000  | 0,500 |       |
| Sillamäe Kalev  | 0   | 0  | 2  | 0  | 0 | 0 | 0,000  | 0,000 |       |
| Flora           | 0   | 1  | 1  | 0  | 0 | 0 | 0,000  | 0,500 |       |
| Narva Trans     | 0   | 0  | 2  | 0  | 0 | 0 | 0,000  | 0,000 |       |
| Összesen        | 0   | 2  | 6  | 0  | 0 | 0 | 0,000  | 1,000 | 0,250 |

## Külső hivatkozások
- Hivatalos oldal (észtül)
- Soccernet.ee (észtül)
- Eredmények és tabella az rsssf.com-on (angolul)
- Eredmények és tabella a Soccerwayen (angolul)